# Bledisloe-Gletscher
Der Bledisloe-Gletscher ist ein Gletscher in der antarktischen Ross Dependency. Westlich der Churchill Mountains fließt er zwischen den All-Blacks- und den Wallabies-Nunatakkern in nördlicher Richtung.
Das New Zealand Antarctic Place-Names Committee benannte ihn 2003 in Anlehnung an die Benennung der beiden benachbarten Nunatakkergruppen nach dem Bledisloe Cup, der jährlich zwischen den Rugbynationalmannschaften der neuseeländischen All Blacks und den australischen Wallabies ausgetragen wird.